# Bristol, Rhode Island
Bristol är en kommun (town) i Bristol County, Rhode Island med cirka 22 469 invånare (2000). Staden är administrativ huvudort (county seat) Bristol County.